# Unterseeboot UB-154
Pour les autres navires du même nom, voir Unterseeboot 154.
L'Unterseeboot UB-154 est un sous-marin (U-Boot) allemand de type UB III construit pour la Kaiserliche Marine pendant la Première Guerre mondiale. Il n’a jamais été engagé au combat dans la marine impériale allemande, mais il s’est rendu à la France le 9 mars 1919, conformément aux exigences de l’armistice avec l’Allemagne, et a été démantelé à Brest en juillet 1921.

## Conception
L'UB-154 avait un déplacement de 539 tonnes en surface et de 656 tonnes en immersion. Ses moteurs lui permettaient de naviguer à 13,5 nœuds (25,0 km/h) en surface et à 7,5 nœuds (13,9 km/h) en immersion. Il avait une autonomie de 7120 milles marins (13190 km) à sa vitesse de croisière. L'UB-154 transportait 10 torpilles et était armé d’un canon de pont de 8,8 cm SK L/30. L'UB-154 avait un équipage de 3 officiers et 31 hommes.

## Historique des services
L'UB-154 a été construit par AG Vulcan à Hambourg. Après un peu moins d’un an de construction, il a été lancé à Hambourg le 7 octobre 1918.  